# Erich Neumann (politico)
Erich Neumann (Forst, 31 maggio 1892 – Garmisch-Partenkirchen, 23 marzo 1951) è stato un politico tedesco.

## Biografia

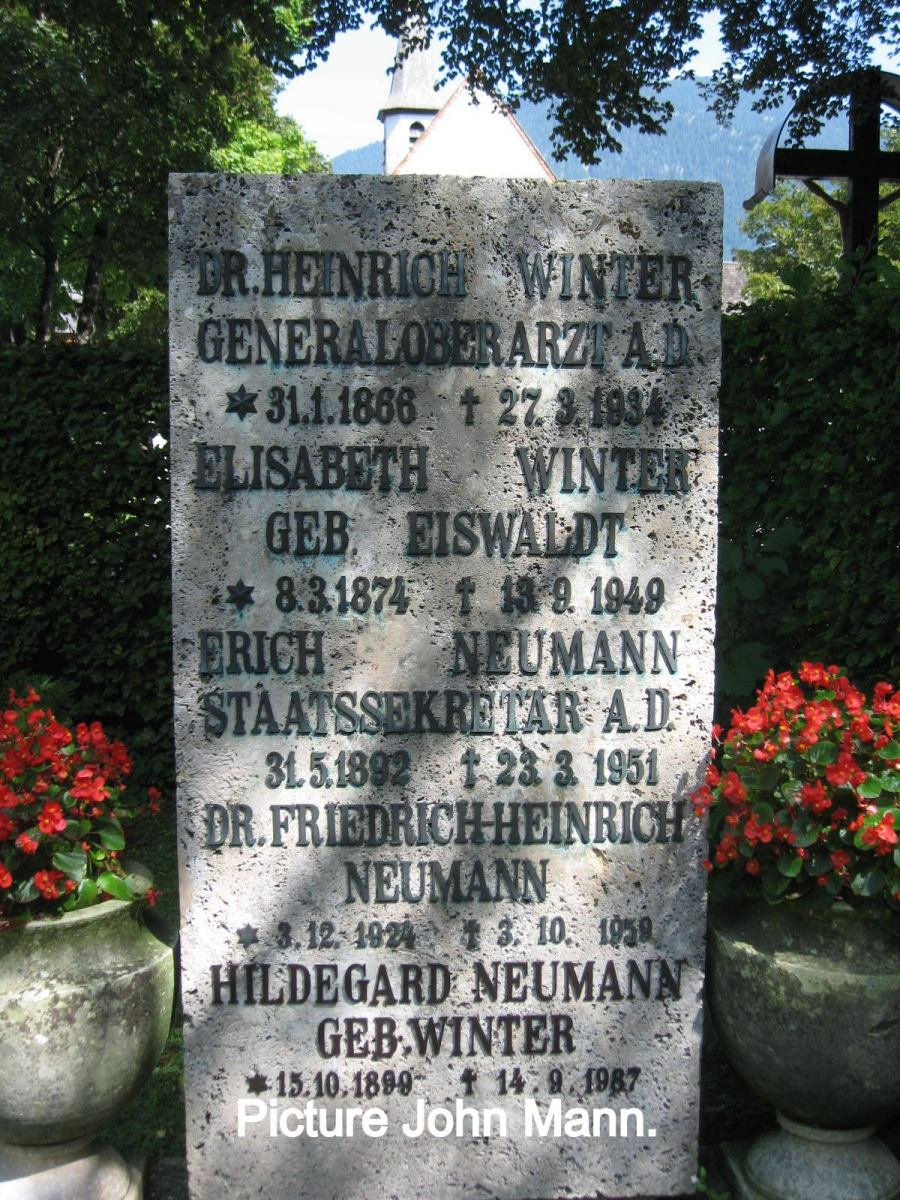
Lapide di Erich Neumann, come si vede è riportata la data di morte corretta, che pone fine alle dicerie sulla sua presunta data di morte riferita al 1948.

Nato a Forst, Lausitz, in una famiglia protestante, suo padre era il proprietario di una fabbrica. Dopo aver conseguito la maturità, studiò legge ed economia nelle università di Friburgo, Lipsia e Halle. Ha servito durante la prima guerra mondiale, durante la quale raggiunse il grado di Oberleutnant (Tenente). Prima dell'ascesa al potere di Hitler ricoprì diversi incarichi nell'apparato di governo, in particolare nel Ministero del Commercio.
Dal 1920 ha lavorato come funzionario di governo (nel Ministero degli Interni Prussiano e, successivamente, nel Centro Direzionale di Essen. Neumann è diventato Primo Ufficiale Esecutivo del Ministero del Commercio prussiano nel 1923. Nel 1927-1928, è diventato Presidente del Distretto Landratin Freystadt nella Bassa Slesia, poi divenne Segretario Ministeriale (Ministerialrat), ancora una volta presso il Ministero del Commercio prussiano. Nel settembre del 1932 è stato nominato Segretario Permanente (Ministerialdirektor) nel Ministero di Stato, dove è stato responsabile delle Riforme nell'Amministrazione Prussiana. Neumann ha aderito al partito Nazista nel maggio 1933, quattro mesi dopo che Adolf Hitler aveva preso il potere.
Si unì alle SS nel 1934, dove gli venne riconosciuto il grado di un Obersturmbannführer (Tenente Colonnello) essendo un importante incaricato Ministeriale. Nel 1936 è stato nominato direttore del dipartimento dell'Ufficio del plenipotenziario per il Piano dei Quattro Anni. Nel 1938 Neumann è stato promosso a sottosegretario e partecipò alla riunione indetta da Hermann Göring sulla "Arianizzazione" dell'economia tedesca e sul protocollo per la "Soluzione finale" alla Conferenza di Wannsee dove rappresentava il Ministero dell'Economia, del Lavoro, Finanze, dell'Alimentazione, dei Trasporti e degli Armamenti e Munizioni del Reich. Al termine della seconda guerra mondiale fu arrestato dagli Alleati ed interrogato a lungo, ma per problemi di salute venne rilasciato. Uscì di prigione nel 1948, ma morì poco tempo dopo, a 59 anni, proprio per le complicazioni della sua situazione.